# جینو سانترکوله
جینو سانترکوله (ایتالیایی: Gino Santercole؛ ‏ ۲۱ نوامبر ۱۹۴۰ – ۸ ژوئن ۲۰۱۸) بازیگر، آهنگساز، موسیقی‌دان، تهیه‌کننده موسیقی و خواننده-ترانه‌پرداز اهل ایتالیا بود. وی بین سال‌های ۱۹۶۰ تا ۲۰۱۸ میلادی فعالیت می‌کرد.
از فیلم‌ها یا برنامه‌های تلویزیونی که وی در آن نقش داشته است، می‌توان به مارکو پولو، حق مشاوره، افسران پلیس، عاشقان و دروغگوها، من خوش‌عکسم، رئیس پلیس پپه، عشق یعنی حسادت، جپو، مرد مجنون، و آگنس مرگ را برگزید و دوران کودکی، حرفه و نخستین تجربه جاکومو کازانووا، اهل ونیز اشاره کرد.